# Mońki
Mońki je grad u južnoj Poljskoj, ima 10 445 stanovnika (2012.).

## Zemljopis
Mońki pokriva površinu od 7,66 km2. Grad se nalazi u južnoj Poljskoj u Podleskom vojvodstvu, (Mońački okrug).

## Povijest
U 16. stoljeću ovo je bilo selo u vlasništvu obitelji Mońko.

## Stanovništvo
Prema podatcima iz 2012. godine grad ima 10.445 stanovnika.

## Vanjske poveznice
- Službena stranica grada  Arhivirana inačica izvorne stranice od 22. listopada 2011. (Wayback Machine)

### Ostali projekti
|  | Zajednički poslužitelj ima stranicu o temi Mońki |